# دايفيد أريجبابو
دايفيد أريجبابو (بالألمانية: David Arigbabu)‏ (و. 1975  م) هو لاعب كرة سلة ألماني، ولد في هانوفر، مركز لعبه هو لاعب هجوم قوي الجسم.

## روابط خارجية
- دايفيد أريجبابو على موقع الاتحاد الدولي لكرة السلة (الإنجليزية)
- دايفيد أريجبابو على موقع الدوري الأوروبي لكرة السلة (الإنجليزية)
- دايفيد أريجبابو على موقع كرة السلة الأوروبية.كوم (الإنجليزية)
- دايفيد أريجبابو على موقع كلية كرة السلة في سبورتس رفرنس.كوم (الإنجليزية)
- دايفيد أريجبابو على موقع ريلجم (الإنجليزية)
- دايفيد أريجبابو على موقع بروبوليرز (الإنجليزية)
- دايفيد أريجبابو على موقع سبورتس رفرنس (الإنجليزية)